# Toi Toi Cup 2015-2016
Navigation
2014-2015 2016-2017
La Toi Toi Cup 2015-2016 a lieu du 28 septembre 2015 à Slaný  au 12 décembre 2015 à Mlada Boleslav. Elle comprend huit manches masculines. Toutes les épreuves font partie du Calendrier de la saison de cyclo-cross masculine 2015-2016.

## Calendrier
| # | Date         | Course                       |
| - | ------------ | ---------------------------- |
| 1 | 28 septembre | Slaný                        |
| 2 | 3 octobre    | Hlinsko                      |
| 3 | 10 octobre   | Milovice                     |
| 4 | 28 octobre   | Tábor (Cyclo-cross de Tábor) |
| 5 | 31 octobre   | Louny                        |
| 6 | 14 novembre  | Holé Vrchy                   |
| 7 | 17 novembre  | Uničov                       |
| 8 | 12 décembre  | Mlada Boleslav               |

## Résultats
| # | Date         | Lieu           | Vainqueur          | Deuxième          | Troisième       | Leader du classement général |
| - | ------------ | -------------- | ------------------ | ----------------- | --------------- | ---------------------------- |
| 1 | 28 septembre | Slaný          | Marcel Meisen      | Jim Aernouts      | Radomír Šimůnek | Marcel Meisen                |
| 2 | 3 octobre    | Hlinsko        | Tomáš Paprstka     | Lubomír Petruš    | Jakub Skála     | Tomáš Paprstka               |
| 3 | 10 octobre   | Milovice       | Tomáš Paprstka     | Lubomír Petruš    | Vojtech Nipl    | Tomáš Paprstka               |
| 4 | 28 octobre   | Tábor          | David van der Poel | Vincent Baestaens | Michael Boroš   | Tomáš Paprstka               |
| 5 | 31 octobre   | Louny          | Radomír Šimůnek    | Vojtěch Nipl      | Tomáš Paprstka  | Tomáš Paprstka               |
| 6 | 14 novembre  | Holé Vrchy     | Tomáš Paprstka     | Vojtěch Nipl      | Jakub Skála     | Tomáš Paprstka               |
| 7 | 17 novembre  | Uničov         | Marcel Meisen      | Michael Boroš     | Radomír Šimůnek | Tomáš Paprstka               |
| 8 | 12 décembre  | Mlada Boleslav | Radomír Šimůnek    | Vojtěch Nipl      | Marek Konwa     | Tomáš Paprstka               |

## Classement général
| Pos | Coureur          | Équipe                       | Points |
| --- | ---------------- | ---------------------------- | ------ |
| 1   | Tomáš Paprstka   | Remerx Cycling Team Kolín    | 222    |
| 2   | Vojtěch Nipl     | Puskinak.cz                  | 204    |
| 3   | Lubomír Petruš   | KC Hlinsko                   | 196    |
| 4   | Jakub Skála      | CEZ Cyklo Team Tabor         | 189    |
| 5   | Matěj Lasák      | Max Cursor                   | 166    |
| 6   | Vladimír Kyzivát | Johnsons Control AS          | 164    |
| 7   | Michal Malík     | Eleven mercedes-benz Mitas   | 162    |
| 8   | Filip Eberl      | Remerx Cycling Team Kolín    | 147    |
| 9   | Ondrej Glajza    | Johnson Control As Mb        | 143    |
| 10  | Emil Hekele      | Stevens Bikes - Emilio Sport | 140    |